# Ceratina waini
Ceratina waini là một loài Hymenoptera trong họ Apidae. Loài này được Shiokawa & Sakagami mô tả khoa học năm 1969.